# Lincoln County (Kansas)
Lincoln County is een county in de Amerikaanse staat Kansas.
De county heeft een landoppervlakte van 1.862 km² en telt 3.578 inwoners (volkstelling 2000). De hoofdplaats is Lincoln Center.

## Bevolkingsontwikkeling

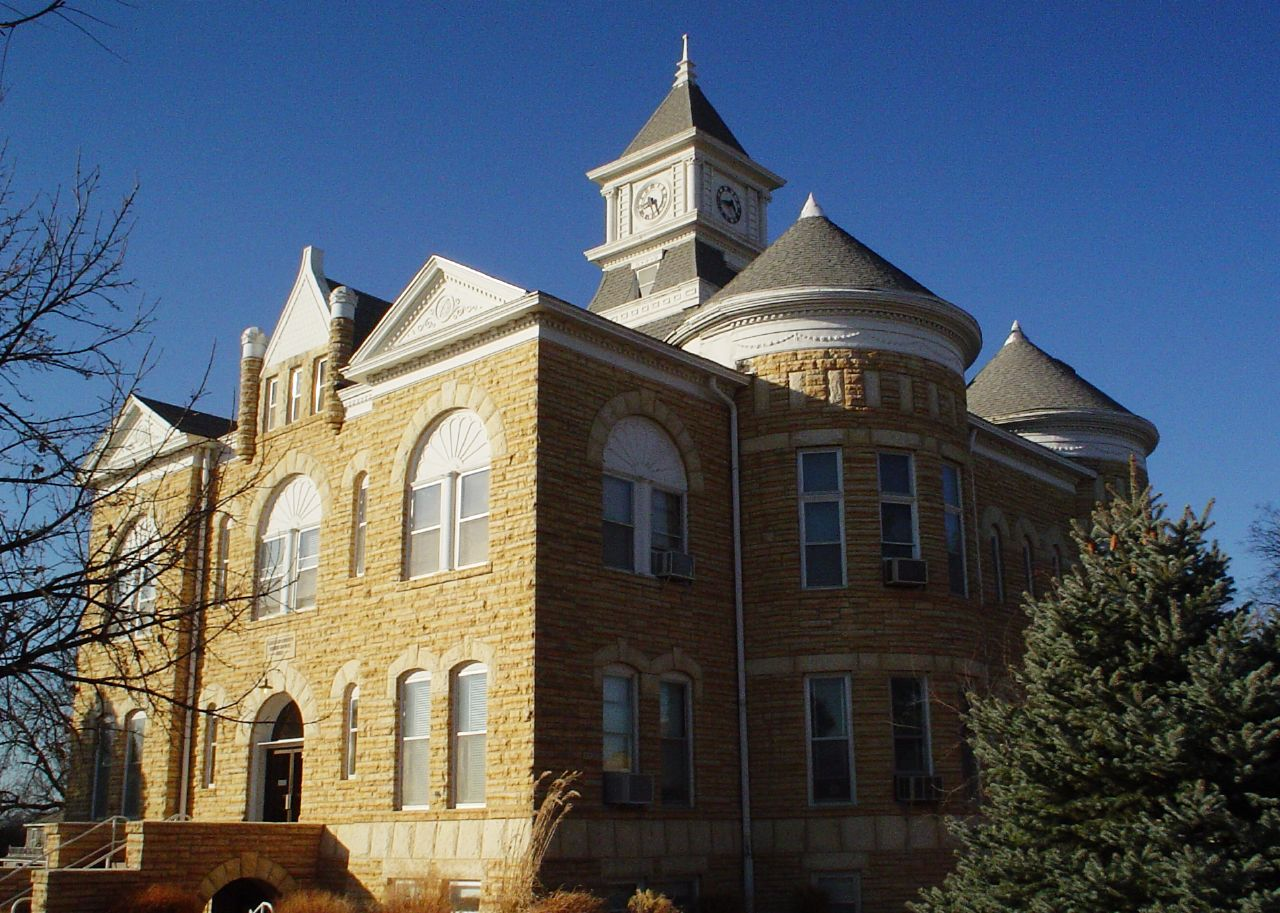
Lincoln County Courthouse